# Titono

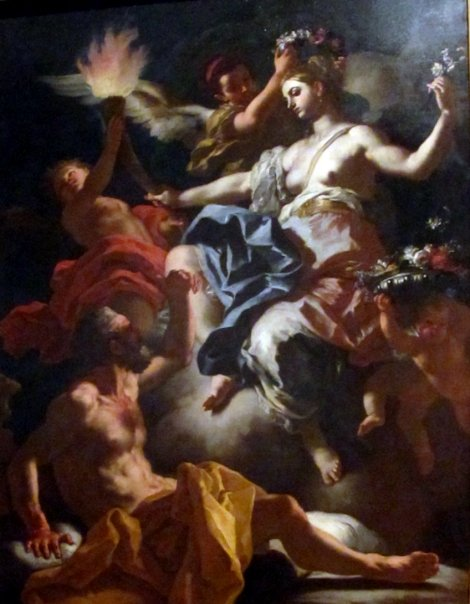
Óleo en lienzo de Francesco Solimena: Aurora y Titono (Aurora e Titone). 1704 - 1708.

En la mitología griega, Titono o Titón (en griego Τιθωνός, Tithōnós) fue uno de los amantes de Eos, la Aurora, con quien ocupaba lecho cada noche. En Biblioteca mitológica se nos habla de su familia, a saber: Laomedonte y su esposa —Estrimo, hija del Escamandro, o Placia, hija de Otreo, o bien Leucipe— engendraron varios hijos, entre ellos el primogénito, Titono. Eos, enamorada de Titono, lo raptó y lo llevó a Etiopía donde se unió a él y tuvo a Ematión y Memnón. Según Quinto de Esmirna Memnón fue criado por las Hespérides en la costa del Océano.

## Etimología
El nombre Titono tal vez derive de una forma masculina del nombre de Eos, desde Τῑτώ / Tītố, una forma de esta diosa que mencionan Calímaco, Licofrón y Hesiquio de Alejandría. Dio su nombre a uno de los asteroides, (6998) Tithonus. 

## Mitología
Como su tío abuelo Ganímedes, era de una belleza deslumbrante y la diosa Eos, Aurora en la mitología latina, se enamoró de él. Esta misma le pidió a Zeus que concediera la inmortalidad a su amado Titono, cosa que el padre de los dioses le concedió. Pero la diosa olvidó pedir también la juventud eterna, de modo que Titono fue haciéndose cada vez más viejo, encogido y arrugado, hasta que Eos lo encerró en una habitación, aunque su voz seguía fluyendo sin cesar o, en otra versión, lo convirtió en cigarra (tettix).
En el Himno homérico a Afrodita, la diosa cuenta a Anquises la miserable vejez de Titono. En Amores, Ovidio cuenta que Eos lo despreciaba, sin embargo en los poemas homéricos Eos seguía durmiendo a su lado y, en un poema de Propercio, le dedicaba tiernos cuidados. El mito es evocado por Safo en un poema, uno de cuyos fragmentos fue reencontrado en 2004 en el denominado Papiro de Colonia. Según otros Titono, que había viajado al este de Troya a Asiria y fundado Susa, fue sobornado con una vid de oro para enviar a su hijo Memnón a luchar en Troya contra los griegos.

## Adaptaciones modernas
El poema de Alfred Tennyson Tithonus, originalmente Tithon, en 1833, fue completado en 1859. Se trata de un monólogo dramático en verso blanco en el que Titono pide la mortalidad, fatigado por su separación a la vez del mundo de los mortales y del mundo de los inmortales, al cual pertenece Aurora. Herder también compuso un poema sobre el mito, Tithonus und Aurora. 

## Otros personajes homónimos
Titono, según Tzetzes, es un hijo de Anfictión y padre de Yodama, a quien Zeus se unió y de quien nació Tebe. Esta fue entregada a un tal Egipto y es por ella que Tebas es llamada ogigia.